# Amarok
Amarok (прежнее название — amaroK) — программа для проигрывания аудиофайлов для Linux, macOS, других Unix-подобных операционных систем и Microsoft Windows. Для своей работы использует KDE (kdelibs), однако официально не входит ни в один из компонентов KDE и выпускается независимо от него.
Несмотря на то, что Amarok использует изображения волка и имеет название, схожее с гигантским волком в Эскимосской мифологии (Amarok или Amarog), плеер был назван по альбому Amarok Майка Олдфилда. Первый логотип программы был сделан в виде волка, но он был очень похож на эмблему WaRP Graphics. Позднее логотип Amarok менялся несколько раз и теперь он не нарушает никакие авторские права.
Сначала плеер имел название amaroK с прописной буквой «K», как в других программах для KDE (Konsole, KDM). После интенсивной дискуссии в мае 2006 года на конференции KDE — K3M, в июне 2006 года он был переименован в Amarok.
В 2010 году появился проект Clementine, являющийся форком Amarok 1.4 на Qt4 с некоторыми расширениями.

## Цели разработчиков
Девиз Amarok — «Откройте вашу музыку заново» (англ. Rediscover Your Music). Разработчики придерживаются этой идеологии и Amarok предоставляют все возможности для комфортного прослушивания музыки: интеграция с Википедией для поиска информации об исполнителе (на любом языке), автоматический поиск текстов песен и многое другое. Интеграция с last.fm даёт возможность найти музыку, похожую на ту, что есть в коллекции пользователя, и даже найти песни, подходящие под настроение. Разработчики заявляют, что Amarok превосходит любой из плееров, существующих на настоящий момент.

## Возможности
Некоторые из основных функций текущей версии Amarok 2.9.71:
- Быстрое и простое создание списка воспроизведения перетаскиванием
- Воспроизведение большинства известных аудиоформатов
- Автоматическая загрузка текстов песен из разных источников с возможностью добавления своих сценариев поиска, написанных на Ruby
- Отображение информации из Википедии (на выбранном языке) об исполнителе песни или альбоме.
- Скриптовый интерфейс на базе библиотеки QtScript
- DBus интерфейс для внешних приложений
- Интеграция с приложениями Plasma и KDE
- Интеграция с несколькими веб-источниками, включая Magnatune, Jamendo, Ampache, MP3tunes и други.

- Загрузка обложки с помощью сервиса Last.fm
- Перемещение и переименование файлов по их данным, записанным в тегах.
- Фильтры в коллекции (новые песни, любимые песни…).
- Два варианта рейтинга песен: автоматический (стобалльная шкала) и ручной (десятибалльная шкала).
- Десять позиций у эквалайзера.
- Мастер для лёгкой настройки программы и коллекций.
- Интеграция с iPod, iRiver, iFP, njb и USB-устройствами.
- Поддержка подкастов.
- Быстрая запись дисков при помощи K3b.
- Настраиваемые цветовые схемы. Контекстный браузер может быть настроен при помощи CSS.
- Большой диалог тегов для разных типов аудиофайлов (WMA, MP4/AAC, MP3, RealMedia) c поддержкой MusicBrainz.
- Выбор базы данных для коллекций (SQLite3, MySQL, MariaDB и PostgreSQL).
- Поддержка KIO для xine.
- Поддержка Last.fm. Можно быстро создать динамический список при помощи этого сервиса (для пользователей Amarok создана специальная группа[7], в которую может присоединиться любой желающий).
- Поддержка gpodder.net
- Мощный интерфейс для создания сценариев, поддержка DCOP.
- Поддержка статистики.
- Поддержка внешнего браузера.
- Поддержка перевода из Audio CD в один из сжатых форматов через Konqueror или встроенный файловый браузер.
- Поддержка нескольких звуковых движков:
  - aRts (не поддерживается с версии 1.3 и нежелателен для использования);
  - GStreamer (убран в версии 1.4 из-за недостатка разработчиков);
  - Helix;
  - Media Application Server (MAS);
  - Network-Integrated Multimedia Middleware (NMM);
  - Xine;

## Оценки и критика
Amarok — одно из самых обсуждаемых приложений под Unix-подобные операционные системы.
- Журнал Linux Format (№ 9, 2007 год) поставил Amarok оценку 10/10[8]:

Amarok — замечательная программа, великолепно задуманная и безупречно выполненная.

- Сайт LinuxQuestions.org организовал опрос «Лучшее приложение по работе со звуком», где Amarok занял первое место (41,86 % голосовавших). Второе место занял xmms (28,87 %).[9]